# 엘 카라스칼역
엘 카라스칼 역(스페인어: El Carrascal)은 마드리드 지하철 12호선의 역이다. 마드리드 지방 레가네스 시의 레이 후안 카를로스 대로에 위치해 있다. 레가네스의 대표적인 상업지구인 파르케수르 지구가 역세권에 들어가 있다. 요금구역상으로는 B1구역에 속한다.

## 역사
2003년 4월 11일 12호선의 전 구간 개통과 함께 문을 열었다.

## 환승 정보
역 주변에 시외버스 정류장이 네 곳 있다.
버스
- 레가네스 시내버스
  - 1번 노선 (주간)
- 시외버스
  - 432, 481, 485, 488, 497번 노선 (주간)
  - N804번 노선 (야간)

지하철
| 마드리드 지하철            | 마드리드 지하철        | 마드리드 지하철          |
| -------------------------- | ---------------------- | ------------------------ |
| 로스 에스파르탈레스 순환선 | 마드리드 지하철 12호선 | 훌리안 베스테이로 순환선 |